# Партия коллективного действия - Гражданский конгресс
Партия коллективного действия — Гражданский конгресс (рум. Partidul Acțiunii Comune – Congresul Civic) — левая политическая партия в Республике Молдова. В программных документах Гражданского конгресса отмечается, что целью создания партии является изменение системы общественных отношений, при которой экономика будет полностью подчинена человеческому развитию. Декларируемыми политическими ценностями партии являются социальная справедливость, солидарность, гуманизм, научное мировоззрение и критический анализ. Партия выступает за территориальную целостность Республики Молдова и реинтеграцию Приднестровья. Гражданский конгресс подтвердил в уставе партии отсутствие классической для политических партий должности председателя партии и принцип коллегиальности руководства политическим формированием.
Некоторые политологи относят Гражданский конгресс к так называемому новому поколению европейских левых партий, нацеленных на замену старых левых: коммунистов и социал-демократов. По разным оценкам, близость программных тезисов и организационной структуры Гражданского конгресса наиболее схожа со следующими политическими формированиями: Podemos (Испания), SYRIZA (Греция), La France Insoumise, Razem (Польша), левое крыло Лейбористской партии (Великобритания) и идеологического крыла Берни Сандерса в Демократической партии США.

## История
Предпосылкой для создания Гражданского конгресса стал так называемый молдавский конституционный кризис 2019 года. После событий 7-15 июня 2019 г. в Молдове инициативная группа приняла решение о необходимости создания политической партии.
31 июля 2019 года была представлена и вынесена на общественное обсуждение политическая программа партии. Документ вызвал обсуждение в социальных сетях и СМИ Молдовы, а создание самого Гражданского конгресса прокомментировали, в том числе, зарубежные СМИ.
22 сентября 2019 г. в Доме культуры города Дрокии состоялся региональный форум инициативных групп Гражданского конгресса северных регионов Молдовы.
17 ноября 2019 года состоялась учредительная конференция Кишиневской организации Гражданского конгресса.
8 декабря 2019 года состоялся Учредительный съезд новой политической формации. Были приняты Манифест и Хартия, а также План действий «Молдова 2020—2025».
13 января 2020 года Партия коллективного действия — Гражданский конгресс была зарегистрирована в Агентстве государственных услуг Республики Молдова.
Партия Гражданский конгресс стала одним из создателей избирательного блока "Блок Альтернатива" на ряду с партиями Национальное Альтернативное Движение и партией Развития и консолидации Молдовы. Гражданский конгресс вошел в Блок Альтернатива 31 января 2025 года.